# Stampa

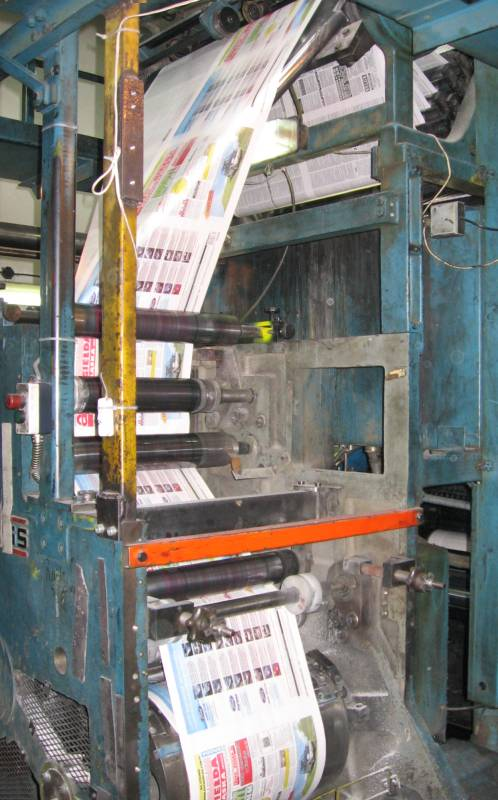
Stampa mediante una macchina rotativa.

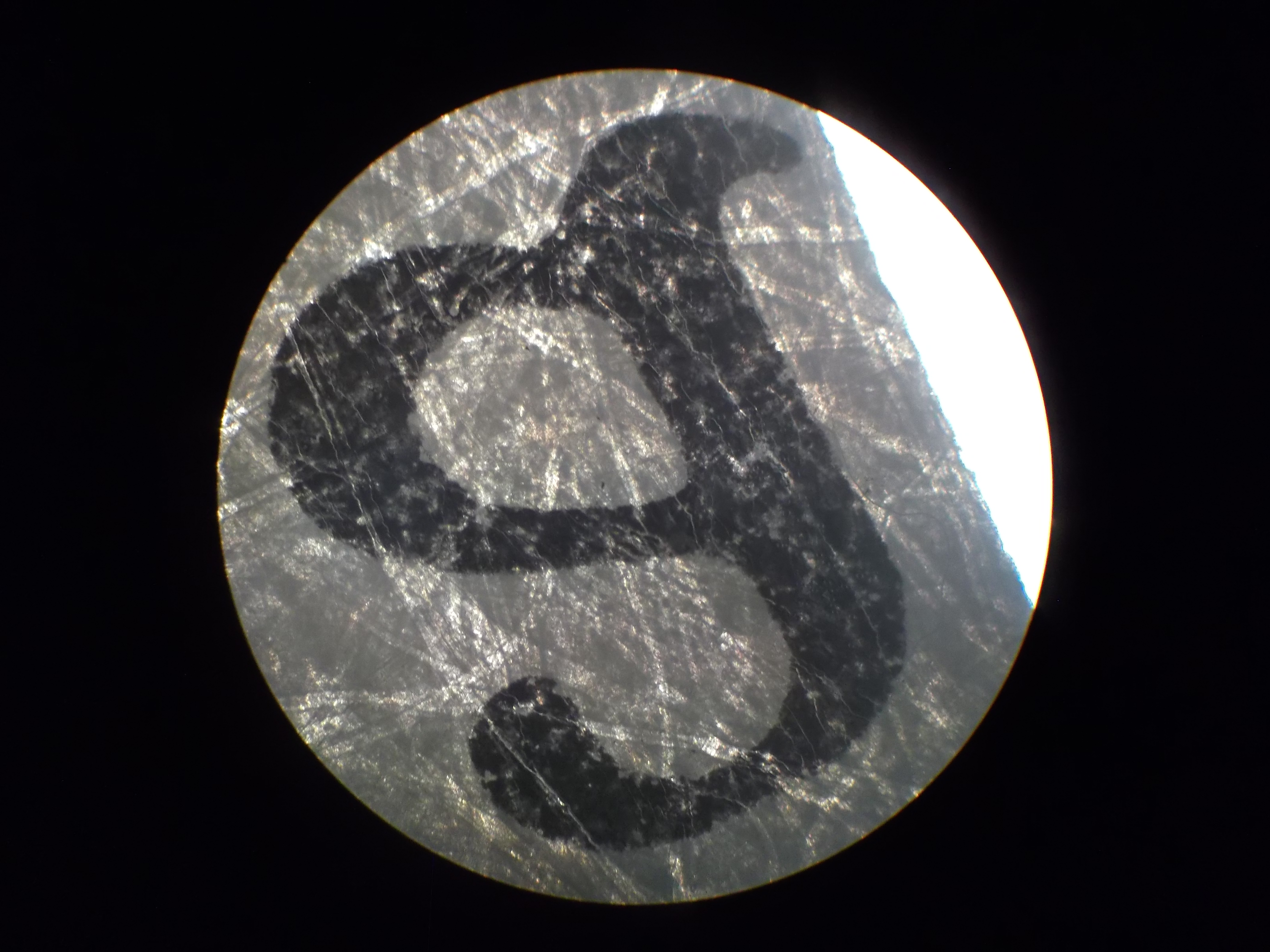
Ingrandimento al microscopio della lettera "a" stampata su un foglio di carta

La stampa è un processo per la riproduzione di testi e/o di immagini su di un supporto rigido o semirigido. 

Attualmente viene realizzata soprattutto mediante l'impiego d' inchiostro su carta e di una pressa da stampa. Parte essenziale dell'editoria, viene svolta come processo industriale su larga scala.

## Storia

### Le prime tecniche e la xilografia
La stampa con blocchi di legno su carta avviene per impressione. L'inchiostro si deposita sul foglio per mezzo di matrici di legno sulle quali sono presenti testi o illustrazioni intagliate. Tale tecnica fu inventata in Cina. Si ritiene che l'invenzione risalga all'epoca della Dinastia Tang (618-907 d.C.), anche se esistono esempi di epoche precedenti: un tessuto con disegni fantasia risalente a prima del 220 d.C. in Cina e alcuni reperti scoperti in Egitto databili al VI o VII secolo.
All'epoca della Dinastia Tang uno scrittore cinese, Fenzhi, fornì per primo una testimonianza al riguardo. Nel suo libro Yuan Xian San Ji descrisse come dei blocchi di legno venissero usati per stampare un'iscrizione buddhista durante il regno dell'imperatore Zhengyuan (627-649 d.C.). Il più antico esempio di stampa con blocchi di legno è invece un'altra iscrizione buddhista risalente al periodo di Wu Zetian (684-705 d.C.), scoperta nel 1906 a Tubofan, nella provincia cinese dello Xinjiang, ora conservata al museo della calligrafia di Tokyo (Giappone).
Il più antico libro stampato vero e proprio di cui si abbia notizia è una traduzione cinese del Sutra del Diamante, un'opera buddhista; si tratta di un rotolo di sei fogli di carta lungo più di cinque metri. Il colophon riporta la data di realizzazione (secondo il nostro calendario, l'848 d.C.). Una scoperta in una pagoda coreana potrebbe aver portato alla luce un testo buddhista ancora più antico, datato 750-751 d.C. Nella storiografia moderna cinese, la stampa è considerata una delle quattro grandi invenzioni dell'antica Cina. In un memoriale del 1023, all'epoca della Dinastia Song, si legge che il governo centrale, per stampare le banconote, utilizzava lastre di rame e, ugualmente, venivano impiegati blocchi di rame per stampare i numeri e i caratteri su di esse. Anche durante la Dinastia Jīn (1115-1234) fu usata la medesima tecnica, che nel tempo era stata migliorata, per stampare banconote e documenti ufficiali; esempio di questa tecnica è una sorta di assegno stampato risalente all'anno 1215.
La xilografia si diffuse anche in Europa, dove dal XIV secolo divenne di uso comune per stampare fantasie sugli abiti; le immagini stampate su abiti per scopi religiosi erano molto grandi ed elaborate. Quando la carta divenne relativamente più facile da reperire, intorno al 1400, il metodo della stampa iniziò ad essere impiegato anche su carte da gioco, oltre che per riproduzioni artistiche e religiose. Queste stampe cominciarono ad essere riprodotte in grande quantità negli anni Venti del Quattrocento. Fra le più antiche xilografie oggi esistenti, una delle più note, anche per motivi religiosi, è quella della Madonna del Fuoco di Forlì.
Il più antico testo che parla di legni incisi è il "Trattato della pittura o libro dell'arte" dell'italiano Cennino Cennini del 1437.
Verso la metà del Quattrocento, i caratteri mobili diventarono un'alternativa più economica rispetto alla stampa con blocchi di legno. La loro introduzione nel mondo della stampa, dovuta al tedesco Johannes Gutenberg, portò una rivoluzione nella stampa e nella produzione e diffusione dei libri.

### La stampa a caratteri mobili
La stampa a caratteri mobili sarebbe stata inventata nel 1041 dal cinese Bi Sheng. L'invenzione presentò un difetto: essendo fatti di argilla, i caratteri si rompevano molto facilmente. Wang Zhen, un funzionario, nel 1298 introdusse un tipo più resistente di caratteri, ottenuti intagliando del legno, e sviluppò un complesso sistema di tavole girevoli e associazioni tra numeri e caratteri cinesi che miglioravano la resa qualitativa.
La transizione dai caratteri in legno a quelli in metallo venne attuata in Corea durante la dinastia Goryeo, e fu attribuita a Chae Yun-ui. Si ha notizia di libri stampati con caratteri mobili in metallo in Corea fin dal 1234, mentre il testo completo più antico esistente è del 1377: si tratta del Jikji, un'opera sul buddhismo coreano. Nel 2001 è stato riconosciuto come il libro più antico esistente al mondo stampato con caratteri metallici mobili e incluso nel Registro Unesco della Memoria del mondo.

In Cina i caratteri mobili in metallo vennero introdotti solo nel 1490 da Hua Sui. Da quella data in Cina vennero usati caratteri mobili sia in legno che in metallo.
Non si ha alcuna prova o testimonianza che il tedesco Johannes Gutenberg (l'inventore della stampa a caratteri mobili nel mondo occidentale) possa esser stato a conoscenza dei caratteri mobili usati in Corea. Alcuni autori hanno avanzato questa ipotesi e, sulla base del fatto che i caratteri mobili nella stampa in Asia risalgano al 1234, si domandano se non ci sia stata una trasmissione del sapere tra il mondo orientale e l'Occidente

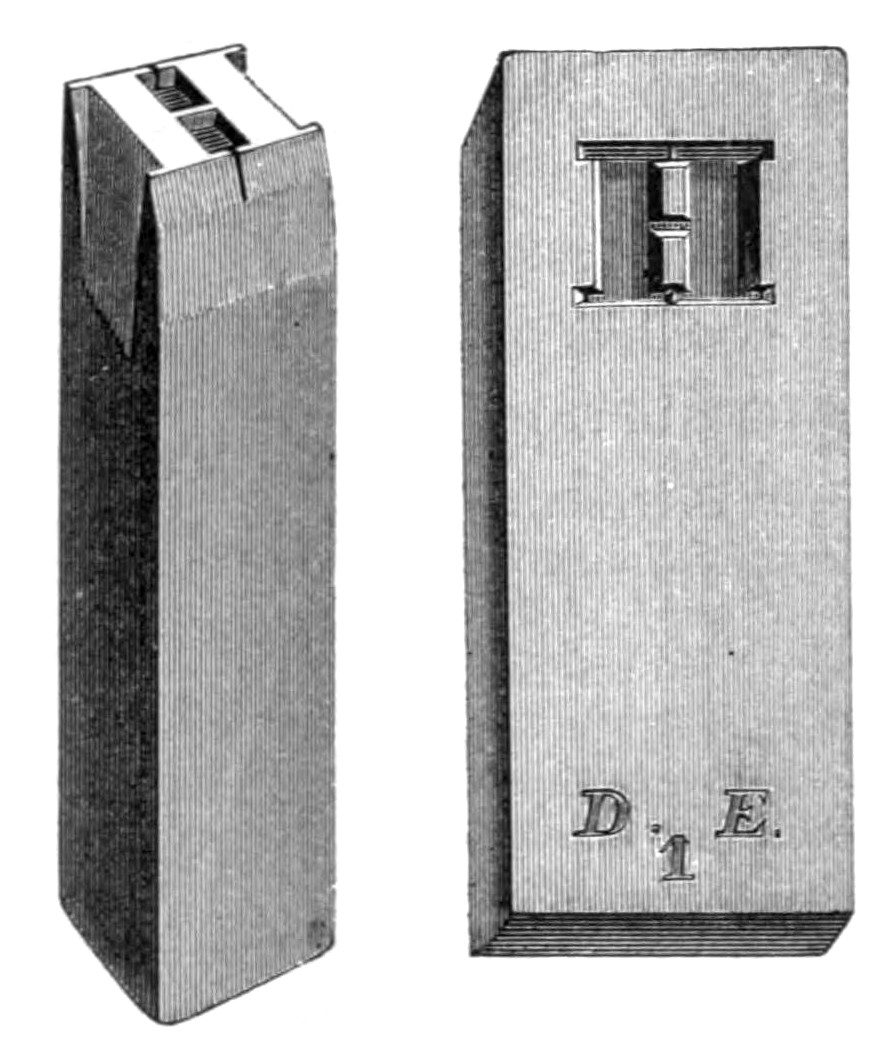
Un punzone (a sinistra) e la matrice da lui prodotta (a destra).

Johannes Gensfleisch zum Gutenberg, tedesco di Magonza, introdusse verso la metà del XV secolo una nuova tecnica di stampa. Collaborarono con Gutenberg il mercante Johann Fust e Peter Schöffer, che lo aiutarono ad implementare la sua invenzione. La stampa a caratteri mobili utilizzata in Oriente, basata molto sul lavoro manuale, cesserà praticamente di esistere dopo l'introduzione della tecnica di Gutenberg in Cina nel XIX secolo.
In Oriente i caratteri mobili furono inizialmente realizzati in legno e solo in un secondo tempo in bronzo. Gutenberg utilizzò solo metalli, in particolare il ferro e l'acciaio, ancora più duri del bronzo. Nelle fucine della Renania e dell'Alsazia la lavorazione del ferro, e dell'acciaio, era ben conosciuta e non fu difficile per Gutenberg apprenderne la tecnica. Con l'innovazione di Gutenberg la stampa è diventata una tecnica basata sul metallo: i libri si realizzano nelle officine, un ambiente totalmente diverso rispetto agli scriptoria.
Il fulcro della stampa a caratteri mobili, l'oggetto attorno al quale ruota tutto il procedimento, è il punzone. Il nucleo dell'arte della stampa sta nella sua fabbricazione e nei successivi passaggi alle matrici e ai caratteri. Il punzone è un sottile parallelepipedo sulla cui testa è inciso in rilievo e a rovescio un segno tipografico; è fatto del materiale più duro conosciuto ai tempi di Gutenberg: l'acciaio. Il punzone, martellato a caldo, crea la matrice, dentro la quale vengono fusi in piombo i caratteri. Vi è una matrice per ciascun segno grafico (lettere, numeri, segni d'interpunzione, ecc.).
Dopo essere stati inchiostrati, i caratteri vengono messi a contatto (attraverso una pesante pressa) con la carta, imprimendola d'inchiostro. All'inizio e alla fine del procedimento di stampa vi sono quindi due azioni fondamentali: 
- creazione del tipo di carattere. È in assoluto la parte più complessa del lavoro nonché quella che richiede il maggiore investimento economico. Per ogni segno tipografico va realizzata una matrice. Esistono una cinquantina tra lettere, numeri e segni di punteggiatura. Il numero iniziale va moltiplicato per tre: maiuscolo, minuscolo e maiuscoletto. Poi, i primi due devono avere sia il tondo che il corsivo. Il risultato finale va moltiplicato per tanti corpi, dalla dimensione più grande (per fare il titolo del libro) alla dimensione più piccola (per le note);
- impressione sul foglio. Gutenberg realizzò degli inchiostri a base oleosa, come una specie di vernice; constatò che avevano un effetto più duraturo rispetto agli inchiostri a base acquosa utilizzati precedentemente.

La fase centrale del procedimento è la composizione, ovvero la messa in fila dei caratteri a comporre le parole. Il procedimento è rimasto il medesimo per quattro secoli, fino alla seconda metà del XIX secolo (invenzione della linotipia).
Avendo lavorato come orefice, Gutenberg possedeva già delle conoscenze riguardo alla lavorazione e l'uso dei metalli. Fu il primo ad impiegare una lega di piombo, stagno e antimonio, che era essenziale per produrre caratteri duraturi per stampe di alta qualità. Per arrivare a questa lega, Gutenberg seppe creare una matrice con finiture molto precise. Ispirandosi ad un torchio per l'uva, inventò anche la prima pressa per la stampa. Dopo un anno di sperimentazioni, stampò il primo libro con la tecnica da lui inventata. È ancora oggi la sua opera più famosa: la Bibbia di Gutenberg. La lavorazione venne ultimata il 23 febbraio 1455 con una tiratura di 180 copie.

### Le tipografie e le innovazioni dal XVIII al XIX secolo
Le prime tipografie all'epoca di Gutenberg venivano gestite dai "maestri tipografi" o "mastri tipografi". Essi erano artigiani e commercianti insieme: proprietari dell'officina, acquistavano in proprio la carta e creavano i caratteri (le matrici invece potevano essere anche acquistate da terzi). Selezionavano i manoscritti da stampare ed apportavano le dovute modifiche al testo. Determinavano la tiratura delle copie, infine vendevano in proprio i lavori organizzando la distribuzione.
Alla fine del XVIII secolo furono apportati molti cambiamenti nelle tecniche grafiche e nei materiali utilizzati: Bewick sviluppò un metodo di incisione xilografica utilizzando il legno di testa, cioè in senso perpendicolare alla vena, e non di filo come era stato fatto fino ad allora. Per questa tecnica, Bewick, introdusse l'uso dei bulini, i medesimi impiegati per l'incisione dei metalli. Senefelder inventò la litografia. Bryan Donkin sviluppò un'applicazione commerciale della macchina di Fourdrinier e inventò il rullo inchiostratore.
Nel 1807 l'inglese Charles Stanhope costruì il primo torchio in metallo (in ghisa). Era in grado di stampare 250 fogli all'ora. Sei anni dopo gli applicò la forza del vapore giungendo alle mille copie orarie. In Italia fu utilizzato per la prima volta per stampare l'edizione del 1840 dei Promessi sposi. Su licenza di Stanhop, il torchio fu fabbricato dalla ditta Amos Dell'Orto di Monza. Nel 1811 un tedesco, Friedrich König, brevettò in Sassonia una macchina automatica a vapore. Tre anni dopo il motore a vapore fu introdotto per la prima volta nella tipografia; nel 1814 il «Times» è il primo ad essere stampato con la nuova tecnologia.

### La stampa contemporanea
Oggi libri e giornali sono stampati usando in prevalenza stampa offset, rotocalcografia, flexografia. Altre tecniche comuni includono:
- Rilievografia
  - Flexografia usata per le confezioni (packaging), le etichette, i giornali.
  - Tipografia utilizzata (sempre meno) per stampe a livello artistico (partecipazioni di nozze).
- Permeografia
  - Serigrafia usata in molti ambiti, dalle magliette alle piastrelle. La serigrafia può addirittura utilizzare il cioccolato come inchiostro (Cosa possibile anche con alcuni tipi di stampante 3D).[13]
- Incavografia
  - Rotocalcografia usato soprattutto nelle riviste e nelle confezioni.
- Non impact
  - Getto di inchiostro usato tipicamente per:
    - stampare poche copie di libri.
    - per creare "prove colore" ovvero per simulare la stampa offset prima di effettuare un lavoro.
    - in sempre più forte concorrenza con la Serigrafia, nelle stampe di grande formato (manifesti, applicazioni esterne, adesivi per autobus). Infatti si parla (erroneamente a livello tecnologico) di "Serigrafia Digitale".

  - Stampa laser usata:
    - nelle comuni stampanti da ufficio.
    - per stampe di documenti relativi transazioni (documenti bancari, bollette) dove arriva a tirature anche di migliaia di pezzi.
    - è utilizzata dalle poste e da aziende private per creare intestazioni variabili su lettere, coupon o dépliant.

## Tecniche di stampa

### Stampa a rilievo
La stampa a rilievo è un metodo di stampa che prevede l'utilizzo di caratteri a rilievo che vengono impressi sulla pagina. La stampa può essere inchiostrata o meno; quando è inchiostrata, solitamente è fatta con un solo colore. Motivi o disegni, oltre ai caratteri, possono essere aggiunti solo in un secondo tempo, in quanto solitamente i torchi tipografici utilizzano piatti mobili che devono essere sistemati manualmente.

### Incisione
L'incisione è una tecnica utilizzata per creare dislivelli in un piano di materiale duro, che poi viene inchiostrato e utilizzato come matrice. Il risultato è un disegno che è leggermente in rilievo rispetto alla carta e coperto di inchiostro. A causa del costo del processo e delle tecnologie richieste, in questi anni questa tecnica è stata sempre più sostituita dalla stampa termografica, un processo che crea un simile disegno in rilievo, ma attraverso mezzi diversi e a minor costo.

### Termografia
È un processo che include vari passaggi ma che può comunque essere inserita in un processo manifatturiero di basso costo. Il processo prevede la stampa del disegno o testo desiderato con un inchiostro che rimane bagnato, invece che asciugare a contatto con la carta. La carta è poi spolverata con una polvere di polimeri che aderisce all'inchiostro. La polvere in eccesso è rimossa (o con aspiratore o agitando il supporto), e poi la carta viene portata vicino alla temperatura di autocombustione. L'inchiostro bagnato e i polimeri si legano e asciugano, e come risultato si ha una superficie stampata in rilievo.

## Le leggi sulla stampa e l'impatto sociale
Per le possibilità di moltiplicare facilmente la diffusione di notizie e idee, la stampa ha suscitato fin dalla sua nascita l'interesse da parte delle autorità di ogni paese, da cui discese l'obbligo di richiedere permessi per la stampa di ogni opera, con la creazione di veri e propri organi di censura. La chiesa cattolica istituì fin dal 1599 l'indice dei libri proibiti in cui erano elencate le opere "condannate", di cui era vietata o limitata la diffusione là dove il cattolicesimo riusciva ad esercitare un potere temporale. In seguito, le legislazioni dei diversi paesi hanno ampliato o ristretto i controlli esercitati sulla stampa, in maniera molto diversa a seconda dei tempi e dei luoghi.
La stampa ha dato accesso alla conoscenza ad una gamma più ampia di lettori ed ha consentito alle generazioni successive di costruire sui risultati intellettuali di quelle precedenti. La stampa, secondo John Dalberg-Acton nella sua conferenza 'Sullo studio della storia' (1895), ha dato "la garanzia che la scoperta del Rinascimento sarebbe durata a lungo, e che ciò che sarebbe stato scritto sarebbe stato accessibile a tutti, e che l'occultamento di conoscenze e idee del Medioevo non si sarebbe mai più ripetuto".
La stampa è stata determinante nel cambiare il modo di leggere nella società. Elizabeth Eisenstein identifica due effetti a lungo termine dell'invenzione della stampa: sostiene che la stampa ha creato un punto di riferimento costante ed uniforme per la conoscenza, nonché consentire il confronto tra opinioni incompatibili.
Asa Briggs e Peter Burke individuano cinque tipi di lettura sviluppatesi in seguito all'introduzione della stampa:
1. Lettura critica (Critical Reading): a causa del fatto che i testi divennero finalmente accessibili alla popolazione in generale, la lettura critica emerge quando viene data a tutti la possibilità di formare le proprie opinioni sui vari testi.
2. Lettura pericolosa (Dangerous Reading): la lettura è vista come un esercizio pericoloso quando viene ritenuta ribelle ed asociale. Questo si è verificato soprattutto nel caso delle donne perché la lettura avrebbe potuto suscitare emozioni pericolose come l'amore. Vi era anche la preoccupazione che se le donne fossero state in grado di leggere, avrebbero potuto leggere anche i messaggi d'amore.
3. Lettura creativa (Creative Reading): la stampa ha consentito a tutti di leggere i testi e interpretarli in modo creativo, spesso anche in modi molto diversi da quello che l'autore intendeva.
4. Lettura estensiva (Extensive Reading): la stampa ha consentito la disponibilità di una vasta gamma di testi, in tal modo i metodi precedenti di lettura intensiva di testi, dall'inizio alla fine, sono cambiati. Con i testi immediatamente disponibili, si cominciò a leggere su particolari argomenti o per capitoli, consentendo una lettura molto più estesa su una vasta gamma di argomenti.
5. Lettura privata (Private Reading): questo tipo di lettura è legata alla crescita dell'individualismo. Prima della stampa, la lettura era spesso un evento di gruppo; con la stampa, l'alfabetizzazione è aumentata così come la disponibilità di testi e la lettura è diventata un'attività prevalentemente solitaria.

Marshall McLuhan, nella sua opera La galassia Gutenberg: nascita dell'uomo tipografico (1962), definisce la stampa come la tecnologia dell'individualismo.

## Modelli di colore
Il modello di colore a sintesi sottrattiva CMYK è normalmente utilizzato per la stampa. Un'alternativa è il sistema di colore Pantone.

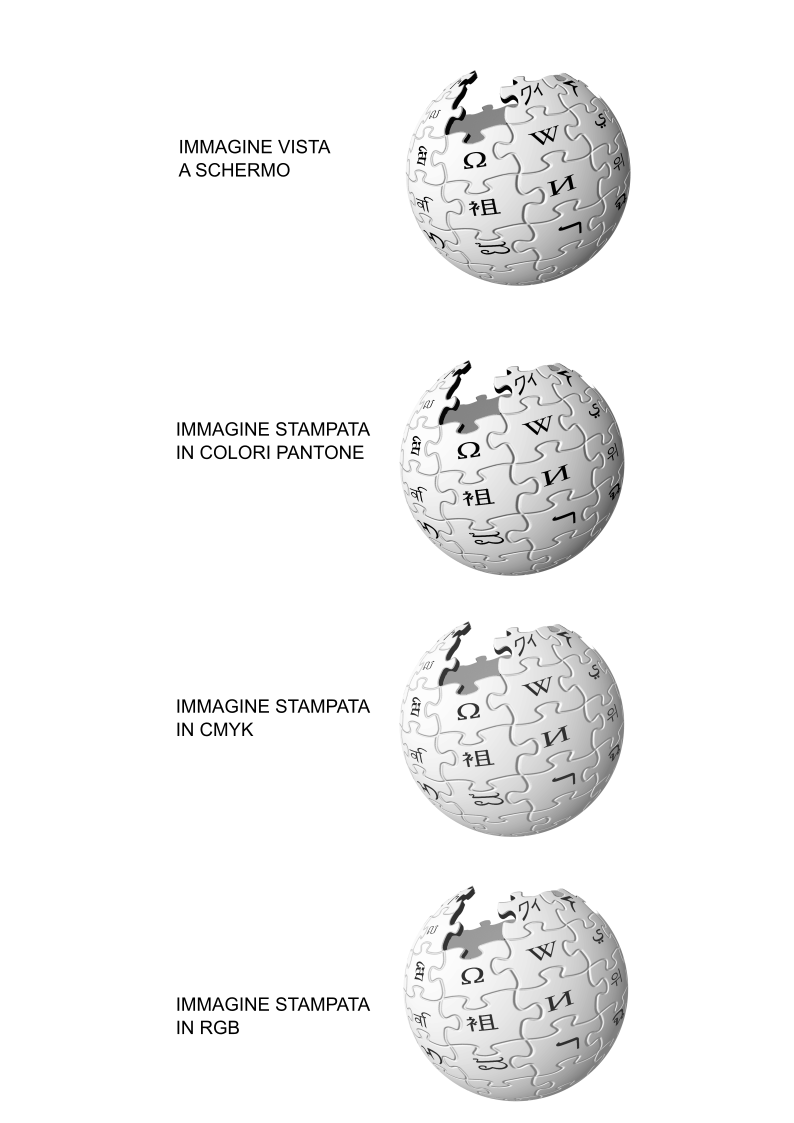
Modelli di colore a confronto